# Aquilone (destroyer, 1927)
Pour les articles homonymes, voir Aquilone (destroyer).
Le Aquilone (fanion « AL ») était un destroyer italien de la classe Turbine lancé en 1927 pour la Marine royale italienne (en italien : Regia Marina). 

## Conception et description
Les destroyers de la classe Turbine étaient des versions agrandies et améliorées de la classe Sauro. Afin d'améliorer leur vitesse, ils ont été allongés et dotés de machines de propulsion plus puissantes que les navires précédents. Ils disposaient ainsi de plus d'espace pour le carburant, ce qui augmentait également leur endurance.
Ils avaient une longueur totale de 93,2 mètres, une largeur de 9,2 mètres et un tirant d'eau moyen de 3 mètres. Ils déplaçaient 1 090 tonnes  à charge normale et 1 700 tonnes à pleine charge. Leur effectif était de 12 officiers et 167 sous-officiers et marins.
Les Turbine étaient propulsées par deux turbines à vapeur à engrenage Parsons, chacune entraînant un arbre d'hélice à l'aide de la vapeur fournie par trois chaudières Thornycroft. La puissance nominale des turbines était de 40 000 chevaux (30 000 kW) pour une vitesse de 33 nœuds (61 km/h) en service , bien que les navires aient atteint des vitesses supérieures à 36 nœuds (67 km/h) pendant leurs essais en mer alors qu'ils étaient légèrement chargés. Ils transportaient 274 tonnes de fuel, ce qui leur donnait une autonomie de 3 200 milles nautiques (5 900 km) à une vitesse de 14 nœuds (26 km/h).
Leur batterie principale était composée de quatre canons de 120 millimètres dans deux tourelles jumelées, une à l'avant et une à l'arrière de la superstructure. La défense antiaérienne des navires de la classe Turbine était assurée par une paire de canons AA de 40 millimètres "pom-pom" dans des supports simples au milieu du navire et un support jumelé pour des mitrailleuses Breda Model 1931 de 13,2 millimètres. Ils étaient équipés de six tubes lance-torpilles de 533 millimètres dans deux supports triples au milieu du navire. Les Turbine pouvaient transporter 52 mines.

## Construction et mise en service
Le Aquilone est construit par le chantier naval Cantiere navale di Sestri Ponente à Sestri Ponente en Italie, et mis sur cale le 18 mai 1925. Il est lancé le 3 août 1927 et est achevé et mis en service le 9 décembre 1927. Il est commissionné le même jour dans la Regia Marina.

## Histoire du service
Pendant les essais en mer à pleine puissance, qui ont duré quatre heures, le Aquilone maintient une vitesse moyenne de 39,48 nœuds (73,11 km/h), une vitesse jamais atteinte auparavant par un destroyer italien.

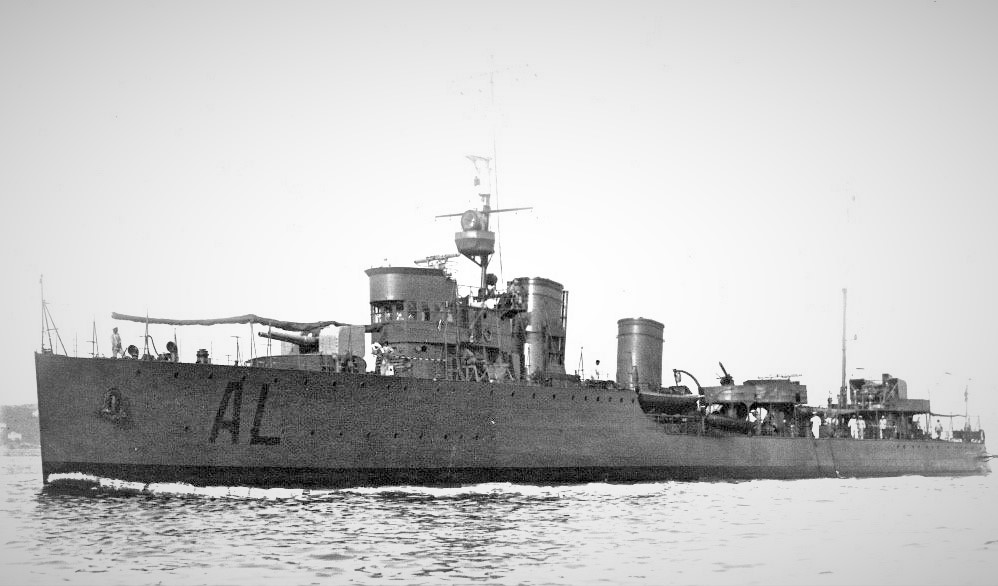
Le Aquilone dans les premières années de service.

En 1929, le Aquilone, ainsi que ses navires-jumeaux (sister ships) Turbine, Euro et Nembo, constituent le IIe escadron de la Ire flottille de la Ire division de torpilleurs, qui fait partie de la Ire escadre navale, basée à La Spezia. Le navire participe à quelques croisières en Méditerranée de 1929 à 1932. Parmi les premiers commandants de l'unité figure le capitaine de corvette (capitano di corvetta) Enrico Baroni. A bord du Aquilone sert également le sous-lieutenant de vaisseau (sottotenente di vascello) Giuseppe Cigala Fulgosi.
En 1931, le Aquilone, ainsi que les navires-jumeaux Ostro, Turbine et Borea, les destroyers Daniele Manin et Giovanni Nicotera et le croiseur éclaireur Pantera, forment la Ire flottille de destroyers, affectée à la IIe division de la Ire escadre.
En 1932, le destroyer est parmi les premières unités de la Regia Marina à recevoir une unité de tir du type " Galileo-Bergamini ", conçue par le capitaine de l'époque, Carlo Bergamini (qui commandait le Ier escadron de destroyers, dont le Aquilone fait partie). Ce n'est pas la seule modification que le navire a subie au cours de ses premières années de service: l'armement anti-aérien a en effet été augmenté avec le chargement d'une mitrailleuse jumellée Breda Model 1931 de 13,2/76 mm de  et l'équipement de bord a été amélioré. Sous le commandement de Bergamini, du 25 mars au 15 septembre 1932, la Ire escadre, composée du Nembo (chef d'escadron), des Aquilone, Turbine et Euro, subit une période d'entraînement intense avec les nouvelles unités de tir, qui aboutit à la formation d'équipages hautement qualifiés et à la décision d'équiper de nombreux autres navires de la Regia Marina avec les unités "Galileo-Bergamini".

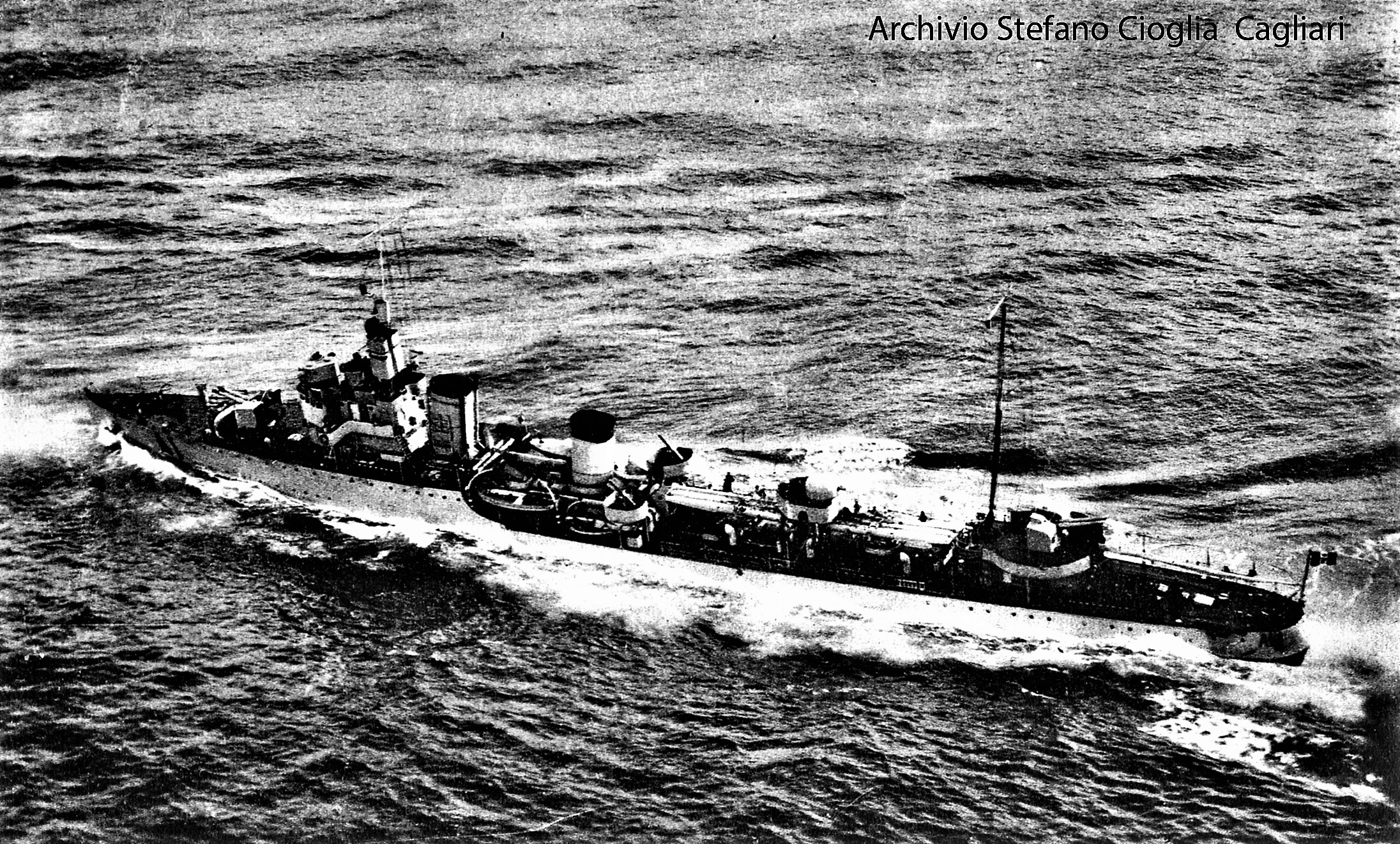
Une photo aérienne du destroyer.

Au cours de la même année, le Aquilone touche accidentellement avec une de ses torpilles (l'arme était défectueuse) son navire-jumeau Zeffiro.
En 1934, le Aquilone, avec le Turbine, le Euro et le Nembo, constitue le VIIIe escadron de destroyers, affectée, avec la IVe escadron de destroyers (composée par les quatre autres unités de la classe Turbine), à la IIe division navale (croiseurs lourds Fiume et Gorizia).
En 1936-1937, le destroyer participe à la guerre civile espagnole. En novembre 1937, le navire arrive à Brindisi en provenance de Naples, et en mars 1938, il se rend en Libye, où Tobrouk lui est attribué comme base. Au cours des mois suivants, le Aquilone navigue dans diverses parties de la Méditerranée, atteignant le détroit des Dardanelles, accompagnant à Port-Saïd les sous-marins italiens à destination de l'Afrique orientale italienne, touchant l'Albanie, la Grèce, Candie et d'autres îles de la mer Égée, passant par le canal de Corinthe et passant chaque fois plusieurs jours en mer, rencontrant parfois des mers particulièrement fortes, avec des vagues dont la hauteur dépassait celle du nid-de-pie, submergeant la poupe. Le 15 décembre 1938, en particulier, le destroyer risque de chavirer et subit de graves avaries, dont l'arrachage d'une cage contenant des grenades sous-marines et de plusieurs écoutilles des salles de dynamo et des machines, en plus des dommages causés à la chaloupe à moteur, qui risque de finir à la mer. Quelques mois plus tard, le Aquilone doit affronter une autre tempête très violente pendant quatre jours, ce qui l'oblige finalement à abandonner la mission (pour cela il fallut demander les ordres à Rome, qui refusa d'abord de l'accorder) et à se mettre au cap, puis à rejoindre Rhodes, d'où, après quelques jours d'arrêt et de ravitaillement, le navire retourne à Tobrouk.

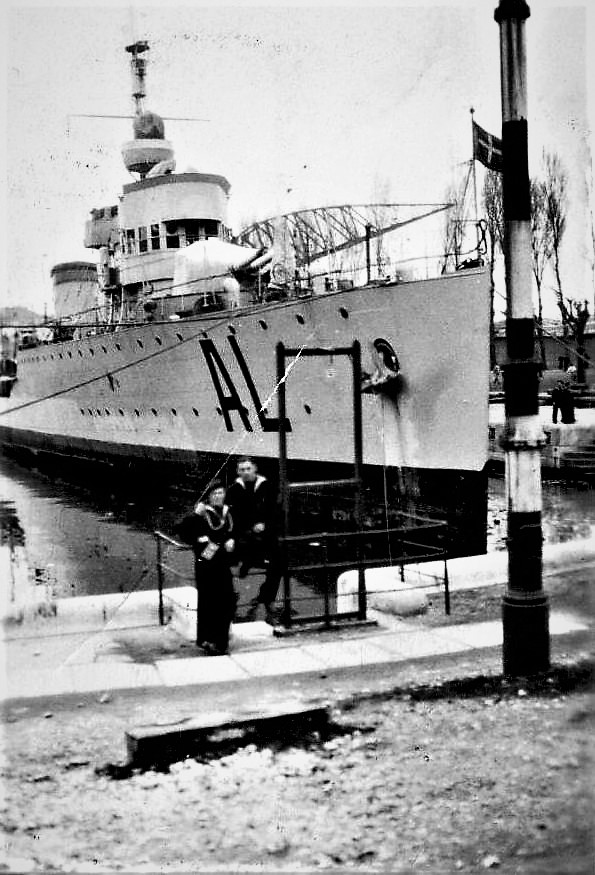
Le Aquilone au port

En novembre 1939, le Aquilone retourne en Italie, débarque ses munitions à Brindisi et rejoint ensuite Fiume, où, avec l'équipage réduit à un tiers, il est soumis à des travaux en cale sèche, qui comprend la réparation des dommages causés par les tempêtes. Les travaux sont terminés en mars 1940 et le navire, après quelques essais en mer, retourne à Brindisi, où les munitions sont à nouveau chargées. En avril, le Aquilone retourne à Tobrouk, où pendant quelques semaines il alterne des exercices de tir, de jour comme de nuit, avec des navigations nocturnes le long de la côte. À partir du 20 mai 1940, le Aquilone participe aux opérations de sape des voies d'accès à Tripoli, Tobrouk et Benghazi. Entre le 6 juin et le 10 juillet, les quatre unités de la Ire escadre, ainsi que le mouilleur de mines Barletta, posent 14 champs de mines dans les eaux libyennes (notamment autour de Tobrouk), pour un total de 540 mines.
Lorsque l'Italie entre dans la Seconde Guerre mondiale, le Aquilone fait partie, avec ses navires-jumeaux Turbine, Euro et Nembo, du Ier escadron de destroyers, basé à Tobrouk, où il est déployé en mars 1940. Les unités de la classe Turbine, compte tenu de leur âge et de leur vitesse, réduite, en raison du service intense des années trente, de 33-36 (61 à 66,6 km/h) à 31 nœuds (57,4 km/h), sont jugées inadéquates pour être utilisées avec l'escadron naval, et, considérées comme des unités consommables, sont donc déployées en Libye: la Ire escadre dépend opérationnellement de la "Marina Tobruk". Le Aquilone est sous le commandement du capitaine de corvette (capitano di corvetta) Alberto Agostini.
Déjà le 11 juin, le Aquilone, au cours d'une première attaque aérienne sur Tobrouk, subit le lancement de plusieurs bombes. Le navire répond au feu avec ses propres mitrailleuses 40/39, tandis qu'une partie du personnel, sur ordre du commandant, rejoint les abris à terre. Le destroyer n'est pas touché, mais un opérateur radio est sérieusement blessé à la gorge par un éclat d'obus provenant d'une bombe qui a explosé près du navire. En juin et juillet, le navire est attaqué à plusieurs reprises lors des raids aériens britanniques sur Tobrouk, mais n'est pas endommagé. À quelques reprises, afin de réduire le risque d'être touché, l'unité s'amarre sous le grand bateau à vapeur Piemonte, qui a déjà été endommagé lors d'un raid précédent. Bien qu'il n'ait jamais été directement touché, le destroyer présente de nombreux trous dans sa coque, causés par les éclats d'obus et les bombes tombant à proximité.
De 3h49 à 4h05 du matin le 14 juin 1940, le Aquilone bombarde les positions britanniques à Sollum, avec sa propre artillerie, ainsi que le Nembo et le Turbine.
Le 26, le destroyer participe à un deuxième bombardement naval de Sollum. Ces attaques sont destinées à affaiblir les défenses britanniques dans la région avant l'offensive italienne qui doit avoir lieu peu après. Le 28 juin 1940, l'équipage du Aquilone assiste à l'abattage de l'avion d'Italo Balbo au-dessus de Tobrouk.

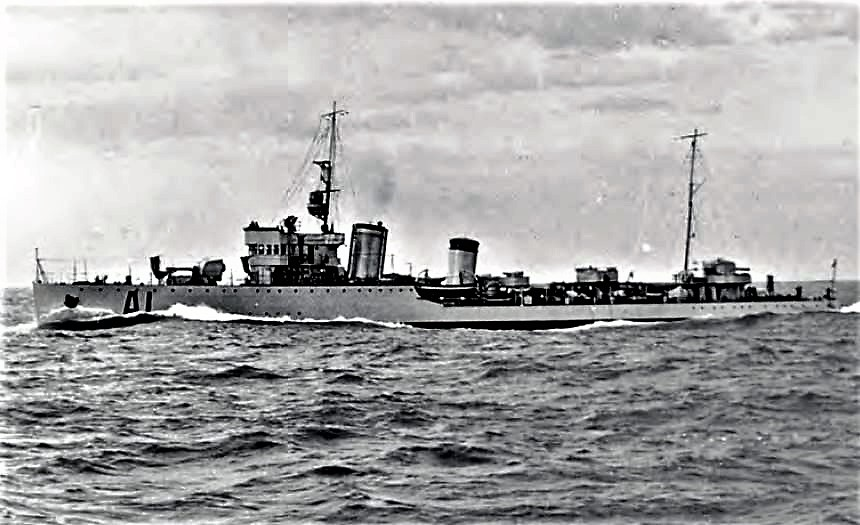
Le destroyer en navigation.

Le lendemain, le navire sort en mer à la recherche de naufragés (et de corps) du destroyer Espero, mais il ne trouve rien et est repéré par un hydravion de reconnaissante Short Sunderland. Après avoir fait quelques signaux de reconnaissance auxquels l'unité italienne ne peut pas répondre, le Sunderland largue plusieurs bombes qui sont tombées à 50-60 mètres derrière le Aquilone, qui s'est éloigné en avançant à pleine force en zigzag et en tirant avec ses mitrailleuses, jusqu'à ce que l'hydravion s'éloigne; le destroyer est arrivé au port dans la soirée.
Peu après l'entrée en guerre, le Aquilone est affecté à des missions d'escorte de convois, et est employé à quelques missions de lutte anti-sous-marine, d'interception et d'escorte le long des routes de cabotage libyennes.

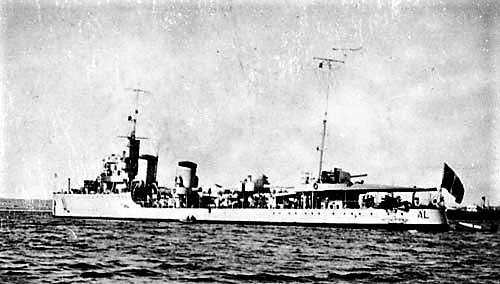
Le destroyer à son poste d'amarrage.

Présent à Tobrouk lors des attaques à la torpille des 5 et 19 juillet 1940, au cours desquelles les navires-jumeaux Zeffiro, Nembo et Ostro et les vapeurs Manzoni et Sereno sont coulés et le Euro et les vapeurs Liguria et Serenitas sont sérieusement endommagés, le Aquilone reste indemne, et à la fin du mois d'août (vers le 20), il est transféré à Benghazi, car Tobrouk est alors considéré comme trop exposé aux attaques aériennes. Lors du raid du 19 juillet, le Aquilone est amarré à la bouée C6, à une soixantaine de mètres à l'arrière du Ostro. Lorsque ce dernier est touché par une torpille qui fait exploser le dépôt de munitions arrière, le Aquilone est touché par une pluie d'éclats enflammés, même si sans dommage substantiel. A une occasion, le destroyer sauve, avec ses propres radeaux de sauvetage, les survivants d'un navire coulé à Tobrouk lors d'une attaque aérienne.
Les jours suivants, le Aquilone sort plusieurs fois en patrouille pendant 4-5 heures. Le navire effectue également quelques missions d'escorte, venant à la rencontre de navires marchands en provenance d'Italie. Au cours de l'une de ces missions, l'escorte de deux grands navires à vapeur à destination de Tobrouk, le sillage d'une torpille dirigée contre le Aquilone est aperçu, qu'il réussit a l'éviter par une manœuvre et réagit en se déplaçant vers le point où le sous-marin aurait dû se trouver et en larguant quelques charges de profondeurs de 100 kg, placées à différentes profondeurs, puis en mettant une torpille à la mer. Le destroyer retourne ensuite vers le convoi, pour reprendre l'escorte, le laissant de temps en temps retourner chercher le sous-marin, sans savoir s'il a été touché (seule une petite nappe d'huile a été remarquée). Après l'arrivée des navires à vapeur au port, le Aquilone croisé à un mille nautique (1,8 km) de la côte pendant environ une demi-heure.

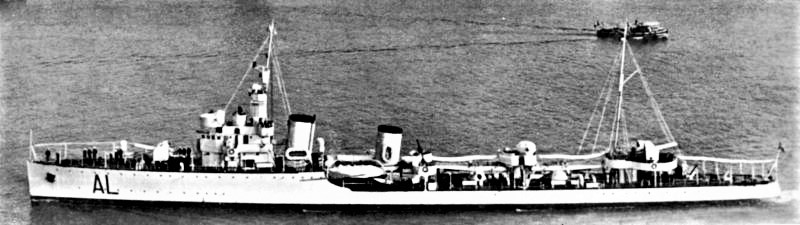
Le Aquilone en vue aérienne.

Au cours d'une autre mission, escortant trois navires à vapeur à destination de Derna, le Aquilone aperçoit, alors que le convoi est proche de sa destination, deux bombardiers volant le long de la côte. Le destroyer tourne à gauche et se dirige vers le large, afin d'attirer l'attention des deux avions et de les détourner des navires marchands. Les avions, qui survolent le destroyer sans l'attaquer, se sont éloignés après que le navire italien, ne les reconnaissant pas, est ouvert le feu sans les toucher. Le Aquilone retourne ensuite à Tobrouk.
Après le transfert à Benghazi, le destroyer effectue une mission infructueuse de recherche d'une force navale ennemie.
Le soir du 16 septembre 1940, le Aquilone est amarré à l'est de la jetée principale du port de Benghazi, la poupe faisant face au quai, flanquée à gauche du Turbine,. A 19h30 arrive au port un convoi composé des vapeurs Maria Eugenia et Gloriastella et escorté par le torpilleur Fratelli Cairoli. Or, ces unités ont été repérées par un hydravion de reconnaissance Short Sunderland la veille et, par conséquent, le commandant de la Mediterranean Fleet (flotte méditerranéenne  britannique), l'amiral Andrew Browne Cunningham, a ordonné un raid sur Benghazi par quinze bombardiers-torpilleurs Fairey Swordfish utilisés pour l'occasion comme bombardiers (neuf de ces appareils, appartenant au 815e escadron (815th Squadron) de la Fleet Air Arm), transporteraient des bombes de 227 et 114 kilogrammes et des bombes incendiaires de 45 kilogrammes, tandis que les six autres, appartenant au 819e escadron (819th Squadron), poseraient des mines magnétiques Mk I de 680 kilogrammes à l'entrée du port).
Au cours de la nuit suivante, à partir de 00h30, la base libyenne est attaquée par des bombardiers britanniques,. Après avoir survolé le port pour localiser les navires à frapper, les Swordfish effectuent un premier passage dans une direction nord-ouest/sud-est à 12h57, coulant le Gloriastella et endommageant gravement le torpilleur Cigno, le remorqueur Salvatore Primo et le ponton à chariot Giuliana, après quoi ils effectuent un second passage à 1h du matin, au cours duquel le Maria Eugenia et le destroyer Borea sont coulés. Le Aquilone ouvre le feu en faisant un barrage, et est manqué de peu par une bombe qui tombe à 5-6 mètres contre un navire voisin. Certains membres de l'équipage, suivant la nouvelle erronée que le Aquilone a été touché, sont allés à terre, et la passerelle est tombée dans la mer, mais est rapidement repêchée. Le destroyer n'est pas touché et récupère certains des survivants du Borea, qui ont nagé jusqu'à lui après le naufrage de leur navire, amarré non loin de là,. Pendant que les neuf bombardiers attaquent les navires à leurs amarres, les six Swordfish équipés de mines, invisibles de la rive, les posent respectifs à 75 mètres de l'embouchure du port.

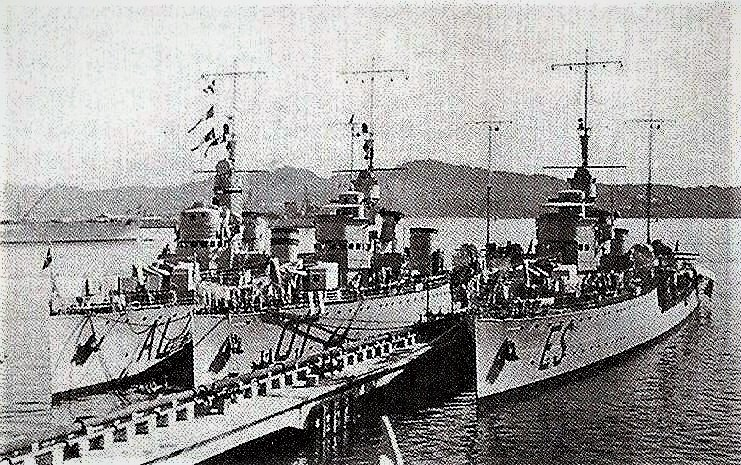
De gauche à droite : Aquilone, Ostro et Espero à La Spezia, dans les années 1930.

Le 17 septembre, en raison de la confusion et de l'encombrement du port et du risque constitué par le Maria Eugenia et le Gloriastella toujours en feu, il est décidé de transférer à Tripoli une partie des navires présents. Le matin du 17, le navire à moteur Francesco Barbaro quitte Benghazi avec l'escorte du torpilleur Cascino, mais il heurte l'une des mines posées par les Swordfish la nuit précédente, subissant de graves dommages et devant être remorqué au port pour se reposer sur des eaux peu profondes. Une recherche est ensuite effectuée pour trouver d'autres mines, mais dans une zone différente de celle où elles auraient dû se trouver. Comme ils n'ont rien trouvé, ils signalent simplement la zone avec une bouée et donnent l'ordre aux navires d'éviter de la traverser, en passant par sa gauche.
À 20h15 du même jour, le Aquilone et le Turbine font route vers Tripoli, toujours dans l'intention de décentraliser une partie des navires concentrés dans un port, Benghazi, également trop exposé aux attaques aériennes,,. Peu après avoir passé l'embouchure du port, à 20h45, alors que les deux unités ont déjà dépassé la zone indiquée par la bouée de plus d'un mille nautique (1,85 km), le Aquilone, qui avance derrière le Turbine (à environ 500-600 mètres), est secoué en succession rapide par deux explosions, une au milieu du navire et une à l'arrière (au niveau du télémètre arrière), et chavire sur le côté bâbord, se retrouvant avec le pont perpendiculaire à la surface de la mer,,. Le gouvernail est bloqué, empêchant toute manœuvre, et certains hommes sont projetés par-dessus bord par les détonations, ce qui rend deux radeaux inutilisables. Le navire a été touché par l'explosion de deux mines magnétiques, mais sur le moment, beaucoup pensaient qu'il s'agissait d'une attaque d'avion, de sorte que la DCA à terre ouvre le feu, tandis que le Turbine accélère et commence à naviguer en zigzag,.

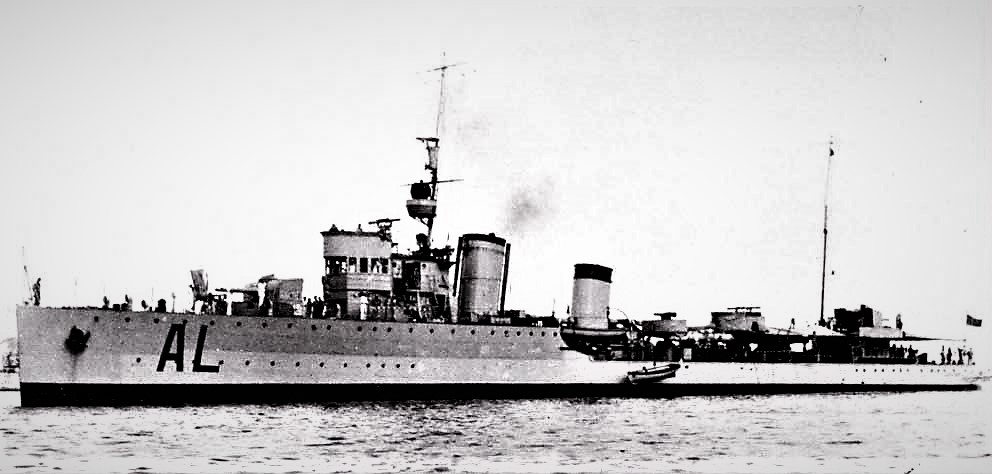
Une autre image du destroyer.

Le Turbine, après avoir réduit à nouveau la vitesse et appelé inutilement son unité jumelle, est obligé de continuer vers Tripoli (le commandant a voulu faire demi-tour, mais Marilibia craignait de subir le même sort que le Aquilone), tandis que de Benghazi sortaient les unités destinées au sauvetage. Sur le Aquilone, irrémédiablement endommagé, on ordonne d'abord de rejoindre la côte, puis, toujours sur ordre du commandant Agostini, les moteurs sont arrêtés et les dépôts de munitions arrière sont inondés, puis les embarcations sont mises à la mer, dont une (un bateau), après avoir été mise à l'eau, chavire à cause de la mer agitée. À cause de l'explosion, les grenades sous-marines de tribord tombent dans l'eau, mais grâce à la faible profondeur (13-15 mètres,), elles n'explosent pas . L'abandon du navire, entouré par le naphte s'échappant des réservoirs, se fait néanmoins de manière ordonnée, permettant de limiter les pertes. Après avoir réconforté l'équipage, le commandant Agostini reste à bord, sur les parties encore émergées, jusqu'à ce qu'il soit entraîné dans la mer par une vague. En heurtant le fond, le Aquilone reprend sa flottabilité puis se couche sur le fond, à la position géographique de 32° 06′ 28″ N, 20° 01′ 30″ E, seule la partie supérieure des deux mâts émerge de l'eau,. Depuis l'impact contre les mines, cinq minutes se sont écoulées.
Malgré la rapidité du naufrage et la mer agitée, les pertes humaines sont plutôt limitées, se résumant à 4 morts, 9 disparus et 20 blessés (ces derniers étant principalement causés par l'impact contre les structures du navire immédiatement après les explosions). Les recherches - dirigées, à partir de 23h30 environ, par le commandant Agostini, décoré à l'occasion de la médaille de la valeur militaire (MAVM), sauvé par un canot de sauvetage du vieux torpilleur Abba après deux heures et demie passées à la dérive - durent jusqu'à 2 heures du matin du 18 et portent secours à tout l'équipage restant (quelques survivants, dans l'eau ou sur des radeaux, sont retrouvés après six heures du naufrage), puis amené à bord du navire-hôpital California et dans l'hôpital colonial de Benghazi,. Après ce qui est arrivé au Aquilone et au Barbaro, le port de Benghazi est temporairement bloqué: l'entrée et la sortie de tout navire sont interdites jusqu'à l'arrivée, d'Italie, d'un dragueur de mines magnétique qui se charge du déminage.
Deux survivants de l'équipage du Aquilone, G. Giannoni et P. L. Fazzi, ont par la suite fait don du feu de navigation, d'une courte section de la chaîne d'ancre et de l'étoile de proue du Aquilone au musée commémoratif militaire italien d'El Alamein, où ils sont exposés.

### Commandement
Commandants
- Capitaine de corvette (Capitano di corvetta) Alberto Agostini (né à Rome le 14 novembre 1907) (10 juin - 17 septembre 1940)